# Sechsundzwanzig und eine
Sechsundzwanzig und eine (russisch Двадцать шесть и одна) ist eine Erzählung des russischen Schriftstellers Maxim Gorki, die 1899 im Dezemberheft der Sankt Petersburger Zeitschrift Schisn erschien. Das Poem, wie es der Autor untertitelt, kann als ein Stück Autobiographie gelesen werden. Gorki greift eine Episode aus seiner Arbeit in der Kasaner Bäckerei Wassili Semjonows heraus. Lenin habe den Text geschätzt. Eine Übertragung ins Deutsche erschien in der Juniausgabe anno 1900 der Berliner Socialistischen Monatshefte.

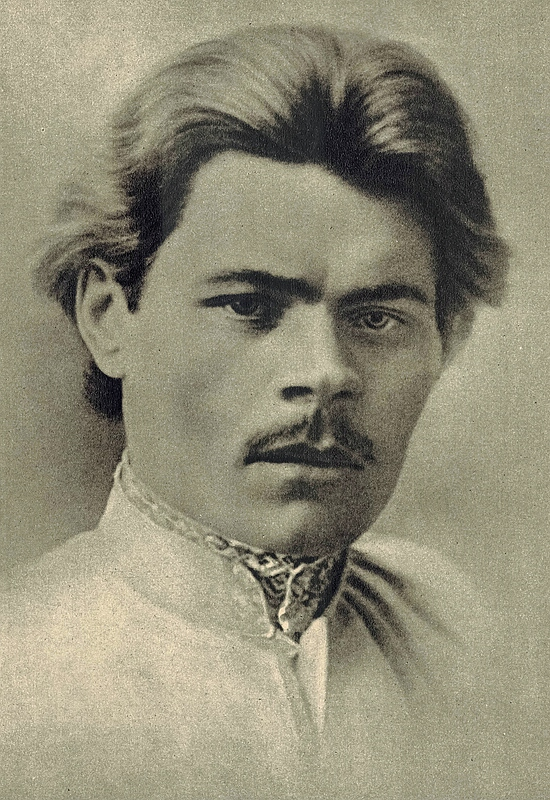
Gorki anno 1889

## Inhalt
Jeden Morgen geht das 16-jährige Stubenmädchen Tanja aus der Goldstickerei im ersten Stock hinab in den Keller und begrüßt die sechsundzwanzig Brezel- und Kringel-Produzenten mit dem Ruf: „Ihr kleinen Sträflinge, schenkt mir Kringelchen!“ Im Reich des Zaren ist auch in Großbäckereien Zwangsarbeit an der Tagesordnung. Das Erscheinen der schönen Tanja ist für die Männer in der feuchten, steinernen Höhle die willkommene tägliche Abwechslung von dem zermürbenden Einerlei. Natürlich bekommt das Mädchen frischbackene Kringel in die aufgehaltene Schürze. Auf Tanja lässt keiner der Sechsundzwanzig etwas kommen. Jeder der Männer macht die Vielbewunderte für sich unantastbar – ein Heiligtum. Natürlich erweisen ihr die Männer ausnahmslos jeden erbetenen Dienst.
Der Leser stutzt, als einmal einer der Kringelbäcker das schöne Kind um eine kleine Gefälligkeit bittet. Das Idol Tanja lehnt kurz angebunden ab.
Der Brotherr stellt einen neuen Gesellen ein. „Guten Tag, Jungens!“ grüßt der hochgewachsene, gesunde, rotwangige ehemalige Soldat in Atlasweste mit goldener Uhrkette, steifgestärkter weißer Mütze, sauberer Schürze und blankgewichsten modischen Stiefeln die sechsundzwanzig armseligen Mehlwürmer im Keller und prahlt mit seinem Eindruck, den er auf die Goldstickerinnen im ersten Stock mache. Das könne wohl möglich sein, äußert einer und schließt mit der Überzeugung, Tanja könne der Haudegen nicht herumkriegen. Der alte Soldat will es den Kringelbäckern zeigen. In nur vierzehn Tagen will er Tanja kriegen. Der stramme gediente Soldat hält seine zeitliche Vorgabe ein und bittet die Sechsundzwanzig sogar zur Beobachtung des Vorgangs aus ihrem unterirdischen Gewölbe an die frische Luft. Was gibt es durch die Ritzen in der Bretterwand des Flures zum Hof hinaus zu sehen? Der Soldat verschwindet hinter Tanja in einer Tür. Nach einigem Warten kommt der Soldat wieder aus der Tür heraus und bald darauf die befriedigte Tanja – „ihre Augen strahlten vor Freude und Glück, ihre Lippen lächelten.“
Die bitteren Vorhaltungen der Sechsundzwanzig beantwortet die hübsche, aufrecht Davongehende mit: „Ihr elenden Sträflinge! … ihr Gesindel … ihr Pack!“
Die stolze Tanja wird im Keller nie mehr gesehn.

## Rezeption
- Ludwig beobachtet, gegenüber früheren Texten werden die Charaktere vielgestaltiger, die Figuren unterscheiden sich deutlicher voneinander und der Text ist gefälliger strukturiert. Ein Formelement fällt auf: Die Sechsundzwanzig sind kaum individualisiert und wirken somit wie ein Block – Sinnbilder „bleierner Scheußlichkeiten“. Mit seinem „Poem“ ist Gorki bei Gogol und Dostojewski in die Schule gegangen.[5]
- Nabokov möchte „die ganz und gar sentimentale und unechte Erzählung“ nicht als Meisterstück gelten lassen. „In der ganzen Erzählung ist kein einziges lebendiges Wort, kein einziger Satz, der nicht von der Stange käme, es ist bunter Zuckerguß, auf dem gerade so viele Rußflocken sitzen, daß er anziehend wirkt. Von hier bis zur sogenannten sowjetischen Literatur war es nur noch ein Schritt.“[6]

## Verfilmung
- 1968, Sowjetunion: In seinem Episodenfilm Durch Russland[7] verwendete Fjodor Filippow[8] unter anderen Motive aus der Erzählung. Die Tanja spielte Swetlana Sawjolowa[9] und den Soldaten Juri Wolynzew.[10][11]

## Deutschsprachige Ausgaben
- Maxim Gorki. Erzählungen (Die alte Isergil. Malwa. Sechsundzwanzig und Eine. Der Landstreicher. Gewesene Leute). Aus dem Russischen von Arthur Luther. Aufbau Verlag, Berlin 1962. 315 Seiten.
- Sechsundzwanzig und eine. Deutsch von Erwin Tittelbach. S. 327–342 in: Maxim Gorki: Erzählungen. Mit einem Vorwort von Edel Mirowa-Florin. Bd. 1 aus: Eva Kosing, Edel Mirowa-Florin (Hrsg.): Maxim Gorki: Werke in vier Bänden. Aufbau-Verlag, Berlin 1977 (1. Aufl.).
- Der Landstreicher und andere Erzählungen (enthält noch: Die alte Isergil. Malwa. Sechsundzwanzig und eine. Gewesene Leute). Aus dem Russischen von Arthur Luther. Mit einer Einführung von Stefan Zweig und Illustrationen von Theodor Eberle. Insel Verlag, Frankfurt am Main und Leipzig 1998. 309 Seiten. ISBN 978-3-458-33919-9.

### Verwendete Ausgabe
- Sechsundzwanzig und eine. Poem. Deutsch von Erwin Tittelbach. S. 7–21 in: Maxim Gorki: Erzählungen. Vierter Band. 564 Seiten. Aufbau-Verlag, Berlin 1954.